# Trichiurus margarites
Trichiurus margarites és una espècie de peix pertanyent a la família dels triquiúrids.

## Hàbitat
És un peix marí, bentopelàgic i de clima subtropical.

## Distribució geogràfica
Es troba al Pacífic nord-occidental: el Japó.

## Observacions
És inofensiu per als humans.